# Max Rauscher (Kirchenmusiker)
Max Rauscher (* 20. Januar 1860 in Wettstetten; † 1895 in Pförring) war ein katholischer Theologe, Priester und Domkapellmeister.

## Leben
Rauschers Tätigkeit ist in Aiglsbach nachweisbar. Er wurde Anfang August 1885 Kapellmeister am Regensburger Dom und damit Leiter der Regensburger Domspatzen und trat die Nachfolger von Ignaz Mitterer an, welcher zum Domkapellmeister in Brixen berufen wurde. Er unterrichtete zusätzlich an der 1874 gegründeten Kirchenmusikschule in Regensburg (heute Hochschule für Katholische Kirchenmusik und Musikpädagogik) die Fächer Liturgie und Gregorianischer Choral. Im Herbst 1891 musste Rauscher sein Amt aus gesundheitlichen Gründen aufgeben.

## Werke (Auswahl)
- Papst-Hymne: Erhebet euch im Freundesbunde für 1-stg. Chor und  Klavier zu 4 o. 2 Händen[3]